# Liste der Schweizer Meister im Eiskunstlauf
Die Liste der Schweizer Meister im Eiskunstlauf führt alle Schweizer Meister im Eiskunstlaufen in der Kategorie «Elite» auf. Der Titel wird in den Disziplinen Einzellaufen der Männer und Frauen, im Eistanz sowie Paarlauf vergeben. Zuständig für die Austragung ist der Schweizer Eislauf-Verband («Swiss Ice Skating»). Die Schweizermeisterschaften finden üblicherweise bereits im Dezember des Vorjahres statt.

## Medaillengewinner

### Einzellauf Männer
| Medaillengewinner Einzellauf Männer | Medaillengewinner Einzellauf Männer | Medaillengewinner Einzellauf Männer | Medaillengewinner Einzellauf Männer | Medaillengewinner Einzellauf Männer |
| ----------------------------------- | ----------------------------------- | ----------------------------------- | ----------------------------------- | ----------------------------------- |
| Jahr                                | Ort                                 | Gold                                | Silber                              | Bronze                              |
| 1919                                | St. Moritz                          | Alfred Mégroz                       |                                     |                                     |
| 1921                                | St. Moritz                          | Alfred Mégroz                       |                                     |                                     |
| 1924                                | St. Moritz                          | Alfred Mégroz                       |                                     |                                     |
| 1926                                | Davos                               | Georges Gautschi                    |                                     |                                     |
| 1927                                | St. Moritz                          | Georges Gautschi                    |                                     |                                     |
| 1931                                | Zürich                              | Georges Gautschi                    |                                     |                                     |
| 1932                                | Zürich                              | Heinz Cattani                       |                                     |                                     |
| 1933                                | Engelberg                           | Ernst Keller                        |                                     |                                     |
| 1934                                | Bern                                | Ernst Keller                        |                                     |                                     |
| 1935                                | Basel                               | Lucian Büeler                       |                                     |                                     |
| 1936                                | Arosa                               | Lucian Büeler                       |                                     |                                     |
| 1937                                | Davos                               | Lucian Büeler                       | E. Fenner                           | C. Rima                             |
| 1938                                | Bern                                | Hans Gerschwiler                    |                                     |                                     |
| 1939                                | Arosa                               | Hans Gerschwiler                    |                                     |                                     |
| 1940                                | Arosa                               | Karl Enderlin                       |                                     |                                     |
| 1941                                | Glarus                              | Karl Enderlin                       |                                     |                                     |
| 1942                                | Arosa                               | Karl Enderlin                       |                                     |                                     |
| 1943                                | Lausanne                            | Fritz Dürst                         |                                     |                                     |
| 1944                                | Davos                               | Kurt Sönning                        |                                     |                                     |
| 1945                                | Zürich                              | Karl Enderlin                       |                                     |                                     |
| 1946                                | Davos                               | Hans Gerschwiler                    |                                     |                                     |
| 1947                                | Arosa                               | Hans Gerschwiler                    |                                     |                                     |
| 1948                                | Davos                               | Hans Gerschwiler                    |                                     |                                     |
| 1949                                | Lausanne                            | Kurt Sönning                        |                                     |                                     |
| 1950                                | Basel                               | Kurt Sönning                        |                                     |                                     |
| 1951                                | Klosters                            | François Pache                      |                                     |                                     |
| 1952                                | Flims                               | François Pache                      |                                     |                                     |
| 1953                                | Arosa                               | Hubert Köpfler                      |                                     |                                     |
| 1954                                | Villars                             | François Pache                      |                                     |                                     |
| 1955                                | Flims                               | Hans Müller                         |                                     |                                     |
| 1956                                | Basel                               | François Pache                      |                                     |                                     |
| 1957                                | Arosa                               | Hubert Köpfler                      |                                     |                                     |
| 1958                                | Zürich                              | François Pache                      |                                     |                                     |
| 1959                                | Lausanne                            | Hubert Köpfler                      |                                     |                                     |
| 1960                                | Winterthur                          | Hubert Köpfler                      |                                     |                                     |
| 1961                                | Arosa                               | Hubert Köpfler                      |                                     |                                     |
| 1962                                | Neuchâtel                           | François Pache                      |                                     |                                     |
| 1963                                | Zürich                              | Markus Germann                      |                                     |                                     |
| 1964                                | Winterthur                          | Markus Germann                      |                                     |                                     |
| 1965                                | Genf                                | Hans-Jürg Studer                    |                                     |                                     |
| 1966                                | Luzern                              | Hans-Jürg Studer                    |                                     |                                     |
| 1967                                | Basel                               | Daniel Höner                        |                                     |                                     |
| 1968                                | Zürich                              | Daniel Höner                        |                                     |                                     |
| 1969                                | Lausanne                            | Daniel Höner                        |                                     |                                     |
| 1970                                | Winterthur                          | Daniel Höner                        |                                     |                                     |
| 1971                                | St. Gallen                          | Daniel Höner                        |                                     |                                     |
| 1972                                | Bern                                | Daniel Höner                        |                                     |                                     |
| 1973                                | Basel                               | Daniel Höner                        |                                     |                                     |
| 1974 – 1975                         | nicht durchgeführt                  | nicht durchgeführt                  | nicht durchgeführt                  | nicht durchgeführt                  |
| 1976                                | Bern                                | Martin Sochor                       |                                     |                                     |
| 1977                                | La Chaux-de-Fonds                   | Richard Furrer                      |                                     |                                     |
| 1978                                | Herisau                             | Daniel Fürer                        |                                     |                                     |
| 1979                                | Aarau                               | Oliver Höner                        |                                     |                                     |
| 1980                                | Bern                                | Oliver Höner                        |                                     |                                     |
| 1981                                | Lausanne                            | Richard Furrer                      |                                     |                                     |
| 1982                                | Zürich                              | Oliver Höner                        |                                     |                                     |
| 1983                                | Arosa                               | Richard Furrer                      |                                     |                                     |
| 1984                                | Genf                                | Oliver Höner                        |                                     |                                     |
| 1985                                | Lausanne                            | Oliver Höner                        |                                     |                                     |
| 1986                                | Porrentruy                          | Oliver Höner                        |                                     |                                     |
| 1987                                | Bern                                | Oliver Höner                        |                                     |                                     |
| 1988                                | Luzern                              | Oliver Höner                        |                                     |                                     |
| 1989                                | Zürich-Oerlikon                     | Oliver Höner                        |                                     |                                     |
| 1990                                | Lausanne                            | Oliver Höner                        |                                     |                                     |
| 1991                                | Olten                               | Oliver Höner                        |                                     |                                     |
| 1992                                | Monthey                             | Patrick Meier                       |                                     |                                     |
| 1993                                | Bern                                | Nicolas Binz                        |                                     |                                     |
| 1994                                | Neuchâtel                           | Patrick Meier                       |                                     |                                     |
| 1995                                | Davos                               | Marius Negrea                       |                                     |                                     |
| 1996                                | Lugano                              | Patrick Meier                       |                                     |                                     |
| 1997                                | Grindelwald                         | Patrick Meier                       |                                     |                                     |
| 1998                                | Schaffhausen                        | Patrick Meier                       | Oscar Peter                         | Nicolas Binz                        |
| 1999                                | Lausanne                            | Patrick Meier                       | Oscar Peter                         | keine weiteren Teilnehmer           |
| 2000                                | Lugano                              | Patrick Meier                       | Oscar Peter                         | keine weiteren Teilnehmer           |
| 2001                                | Genf                                | Stéphane Lambiel                    | Patrick Meier                       | Oscar Peter                         |
| 2002                                | Zürich-Oerlikon                     | Stéphane Lambiel                    | Jamal Othman                        | Oscar Peter                         |
| 2003                                | Zug                                 | Stéphane Lambiel                    | Raphaël Bohren                      | Oscar Peter                         |
| 2004                                | Neuchâtel                           | Stéphane Lambiel                    | Patrick Meier                       | Jamal Othman                        |
| 2005                                | Lausanne                            | Stéphane Lambiel                    | Jamal Othman                        | Moris Pfeifhofer                    |
| 2006                                | Biasca                              | Stéphane Lambiel                    | Jamal Othman                        | Raphaël Bohren                      |
| 2007                                | Genf                                | Stéphane Lambiel                    | Jamal Othman                        | Moris Pfeifhofer                    |
| 2008                                | Winterthur                          | Stéphane Lambiel                    | Moris Pfeifhofer                    | Jamal Othman                        |
| 2009                                | La Chaux-de-Fonds                   | Jamal Othman                        | Tomi Pulkkinen                      | Mikael Redin                        |
| 2010                                | Lugano                              | Stéphane Lambiel                    | Jamal Othman                        | Mikael Redin                        |
| 2011                                | Zug                                 | Mikael Redin                        | Laurent Alvarez                     | Stéphane Walker                     |
| 2012                                | Basel                               | Laurent Alvarez                     | Stéphane Walker                     | Mikael Redin                        |
| 2013                                | Genf                                | Stéphane Walker                     | Nicolas Dubois                      | Mikael Redin                        |
| 2014                                | La Chaux-de-Fonds                   | Stéphane Walker                     | Mikael Redin                        | Nicola Todeschini                   |
| 2015                                | Lugano                              | Nicola Todeschini                   | Vincent Cuérel                      | Nicolas Dubois                      |
| 2016                                | Lausanne                            | Stéphane Walker                     | Nicola Todeschini                   | Nicolas Dubois                      |
| 2017                                | Luzern                              | Stéphane Walker                     | Lukas Britschgi                     | Nurullah Sahaka                     |
| 2018                                | Neuchâtel                           | Stéphane Walker                     | Nicola Todeschini                   | Lukas Britschgi                     |
| 2019                                | Wetzikon                            | Lukas Britschgi                     | Nurullah Sahaka                     | Tomas Llorenc Guarino Sabate        |
| 2020                                | Biel/Bienne                         | Lukas Britschgi                     | Nurullah Sahaka                     | Nicola Todeschini                   |
| 2022                                | Luzern                              | Lukas Britschgi                     | Egor Murashov                       | Nurullah Sahaka                     |
| 2023                                | Chur                                | Nurullah Sahaka                     | Micha Steffen                       | Noah Bodenstein                     |
| 2024                                | Küsnacht                            | Lukas Britschgi                     | Georgii Pavlov                      | Micha Steffen                       |
| 2025                                | Genf                                | Lukas Britschgi                     | Noah Bodenstein                     | Nico Steffen                        |

### Einzellauf Frauen
| Medaillengewinnerinnen Einzellauf Frauen | Medaillengewinnerinnen Einzellauf Frauen | Medaillengewinnerinnen Einzellauf Frauen | Medaillengewinnerinnen Einzellauf Frauen | Medaillengewinnerinnen Einzellauf Frauen |
| ---------------------------------------- | ---------------------------------------- | ---------------------------------------- | ---------------------------------------- | ---------------------------------------- |
| Jahr                                     | Ort                                      | Gold                                     | Silber                                   | Bronze                                   |
| 1931                                     | Zürich                                   | Edith Gautschi                           |                                          |                                          |
| 1932                                     | Zürich                                   | Edith Gautschi                           |                                          |                                          |
| 1933                                     | Engelberg                                | Guldborg Sjuresen                        |                                          |                                          |
| 1934                                     | Bern                                     | Guldborg Sjuresen                        |                                          |                                          |
| 1935                                     | Basel                                    | Angela Anderes                           |                                          |                                          |
| 1936                                     | Arosa                                    | Angela Anderes                           |                                          |                                          |
| 1937                                     | Davos                                    | Angela Anderes                           | Hertha Frey-Dexler                       | Inge Manger                              |
| 1938                                     | Bern                                     | Inge Manger                              |                                          |                                          |
| 1939                                     | Arosa                                    | Angela Anderes                           |                                          |                                          |
| 1940                                     | Arosa                                    | Angela Anderes                           |                                          |                                          |
| 1941                                     | Glarus                                   | Ilse Schottlander                        |                                          |                                          |
| 1942                                     | Arosa                                    | Ursula Arnold                            |                                          |                                          |
| 1943                                     | Lausanne                                 | Doris Blanc                              |                                          |                                          |
| 1944                                     | Davos                                    | Ursula Arnold                            |                                          |                                          |
| 1945                                     | Zürich                                   | Maja Hug                                 |                                          |                                          |
| 1946                                     | Davos                                    | Maja Hug                                 |                                          |                                          |
| 1947                                     | Arosa                                    | Maja Hug                                 |                                          |                                          |
| 1948                                     | Davos                                    | Maja Hug                                 |                                          |                                          |
| 1949                                     | Lausanne                                 | Maja Hug                                 |                                          |                                          |
| 1950                                     | Basel                                    | Maja Hug                                 |                                          |                                          |
| 1951                                     | Klosters                                 | Yolande Jobin                            |                                          |                                          |
| 1952                                     | Flims                                    | Susi Wirz                                |                                          |                                          |
| 1953                                     | Arosa                                    | Doris Zerbe                              |                                          |                                          |
| 1954                                     | Villars                                  | Georgette Fischer                        |                                          |                                          |
| 1955                                     | Flims                                    | Georgette Fischer                        |                                          |                                          |
| 1956                                     | Basel                                    | Alice Fischer                            |                                          |                                          |
| 1957                                     | Arosa                                    | Alice Fischer                            |                                          |                                          |
| 1958                                     | Zürich                                   | Rita Müller                              |                                          |                                          |
| 1959                                     | Lausanne                                 | Liliane Crosa                            |                                          |                                          |
| 1960                                     | Winterthur                               | Liliane Crosa                            |                                          |                                          |
| 1961                                     | Arosa                                    | Fränzi Schmidt                           |                                          |                                          |
| 1962                                     | Neuchâtel                                | Fränzi Schmidt                           |                                          |                                          |
| 1963                                     | Zürich                                   | Dorette Bek                              |                                          |                                          |
| 1964                                     | Winterthur                               | Fränzi Schmidt                           |                                          |                                          |
| 1965                                     | Genf                                     | Pia Zürcher                              |                                          |                                          |
| 1966                                     | Luzern                                   | Pia Zürcher                              |                                          |                                          |
| 1967                                     | Basel                                    | Pia Zürcher                              |                                          |                                          |
| 1968                                     | Zürich                                   | Charlotte Walter                         |                                          |                                          |
| 1969                                     | Lausanne                                 | Charlotte Walter                         |                                          |                                          |
| 1970                                     | Winterthur                               | Charlotte Walter                         |                                          |                                          |
| 1971                                     | St. Gallen                               | Charlotte Walter                         |                                          |                                          |
| 1972                                     | Bern                                     | Charlotte Walter                         |                                          |                                          |
| 1973                                     | Basel                                    | Karin Iten                               |                                          |                                          |
| 1974                                     | Genf                                     | Karin Iten                               |                                          |                                          |
| 1975                                     | Villars                                  | Karin Iten                               |                                          |                                          |
| 1976                                     | Bern                                     | Danielle Rieder                          | Denise Biellmann                         |                                          |
| 1977                                     | La Chaux-de-Fonds                        | Danielle Rieder                          | Denise Biellmann                         |                                          |
| 1978                                     | Herisau                                  | Danielle Rieder                          | Denise Biellmann                         |                                          |
| 1979                                     | Aarau                                    | Denise Biellmann                         |                                          |                                          |
| 1980                                     | Bern                                     | Denise Biellmann                         |                                          |                                          |
| 1981                                     | Lausanne                                 | Denise Biellmann                         |                                          |                                          |
| 1982                                     | Zürich                                   | Myriam Oberwiler                         |                                          |                                          |
| 1983                                     | Arosa                                    | Sandra Cariboni                          |                                          |                                          |
| 1984                                     | Genf                                     | Myriam Oberwiler                         |                                          |                                          |
| 1985                                     | Lausanne                                 | Claudia Villiger                         |                                          |                                          |
| 1986                                     | Porrentruy                               | Claudia Villiger                         |                                          |                                          |
| 1987                                     | Bern                                     | Claudia Villiger                         |                                          |                                          |
| 1988                                     | Luzern                                   | Stéfanie Schmid                          |                                          |                                          |
| 1989                                     | Zürich-Oerlikon                          | Stéfanie Schmid                          |                                          |                                          |
| 1990                                     | Lausanne                                 | Michèle Claret                           |                                          |                                          |
| 1991                                     | Olten                                    | Sabrina Tschudi                          |                                          |                                          |
| 1992                                     | Monthey                                  | Nicole Skoda                             |                                          |                                          |
| 1993                                     | Bern                                     | Nathalie Krieg                           |                                          |                                          |
| 1994                                     | Neuchâtel                                | Nathalie Krieg                           |                                          |                                          |
| 1995                                     | Davos                                    | Janine Bur                               | Lucinda Ruh                              |                                          |
| 1996                                     | Lugano                                   | Lucinda Ruh                              |                                          |                                          |
| 1997                                     | Grindelwald                              | Anina Fivian                             | Lucinda Ruh                              |                                          |
| 1998                                     | Schaffhausen                             | Anina Fivian                             | Lucinda Ruh                              | Christel Borghi                          |
| 1999                                     | Lausanne                                 | Christel Borghi                          | Sarah Meier                              | Lucinda Ruh                              |
| 2000                                     | Lugano                                   | Sarah Meier                              | Kimena Brog-Meier                        | Nicole Skoda                             |
| 2001                                     | Genf                                     | Sarah Meier                              | Kimena Brog-Meier                        | Simone Walthard                          |
| 2002                                     | Zürich-Oerlikon                          | Kimena Brog-Meier                        | Viviane Käser                            | Roberta Piazzini                         |
| 2003                                     | Zug                                      | Sarah Meier                              | Kimena Brog-Meier                        | Corinne Djoungong                        |
| 2004                                     | Neuchâtel                                | Es wurde keine Gewinnerin gekürt         | Es wurde keine Gewinnerin gekürt         | Es wurde keine Gewinnerin gekürt         |
| 2005                                     | Lausanne                                 | Sarah Meier                              | Kimena Brog-Meier                        | Cindy Carquillat                         |
| 2006                                     | Biasca                                   | Sarah Meier                              | Bettina Heim                             | Cindy Carquillat                         |
| 2007                                     | Genf                                     | Sarah Meier                              | Bettina Heim                             | Myriam Leuenberger                       |
| 2008                                     | Winterthur                               | Sarah Meier                              | Viviane Käser                            | Noémie Silberer                          |
| 2009                                     | La Chaux-de-Fonds                        | Nicole Graf                              | Romy Bühler                              | Noémie Silberer                          |
| 2010                                     | Lugano                                   | Sarah Meier                              | Bettina Heim                             | Romy Bühler                              |
| 2011                                     | Zug                                      | Bettina Heim                             | Romy Bühler                              | Myriam Leuenberger                       |
| 2012                                     | Basel                                    | Romy Bühler                              | Myriam Leuenberger                       | Nicole Graf                              |
| 2013                                     | Genf                                     | Tina Stürzinger                          | Anna Ovcharova                           | Nicole Graf                              |
| 2014                                     | La Chaux-de-Fonds                        | Anna Ovcharova                           | Tanja Odermatt                           | Tina Stürzinger                          |
| 2015                                     | Lugano                                   | Eveline Brunner                          | Anna Ovcharova                           | Tanja Odermatt                           |
| 2016                                     | Lausanne                                 | Tanja Odermatt                           | Shaline Rüegger                          | Yasmine Yamada                           |
| 2017                                     | Luzern                                   | Yasmine Yamada                           | Yoonmi Lehmann                           | Jérômie Repond                           |
| 2018                                     | Neuchâtel                                | Alexia Paganini                          | Yoonmi Lehmann                           | Yasmine Yamada                           |
| 2019                                     | Wetzikon                                 | Alexia Paganini                          | Yasmine Yamada                           | Yoonmi Lehmann                           |
| 2020                                     | Biel/Bienne                              | Alexia Paganini                          | Noémie Bodenstein                        | Yasmine Yamada                           |
| 2022                                     | Luzern                                   | Alexia Paganini                          | Yasmine Yamada                           | Livia Kaiser                             |
| 2023                                     | Chur                                     | Livia Kaiser                             | Kimmy Repond                             | Sarina Joos                              |
| 2024                                     | Küsnacht                                 | Kimmy Repond                             | Anthea Gradinaru                         | Livia Kaiser                             |
| 2025                                     | Genf                                     | Kimmy Repond                             | Livia Kaiser                             | Ophélie Clerc                            |

Anmerkungen
1. ↑  An den Schweizermeisterschaften 2004 waren die beiden Favoritinnen Sarah Meier und Kimena Brog-Meier beide abwesend. Von den restlichen Anwärterinnen erreichte keine den erforderlichen Notenschnitt von 4,8. Daher wurden keine Medaillen vergeben. Erstplatzierte war Cindy Carquillat, Zweite Lucie-Anne Blazek und Dritte Myriam Flühmann.

### Paarlaufen
| Medaillengewinner Paarlaufen | Medaillengewinner Paarlaufen | Medaillengewinner Paarlaufen          | Medaillengewinner Paarlaufen          | Medaillengewinner Paarlaufen    |
| ---------------------------- | ---------------------------- | ------------------------------------- | ------------------------------------- | ------------------------------- |
| Jahr                         | Ort                          | Gold                                  | Silber                                | Bronze                          |
| 1933                         | Engelberg                    | Frl. Streuli / E. Keller              |                                       |                                 |
| 1934                         | Bern                         | Frl. Hauser / E. Keller               |                                       |                                 |
| 1935                         | Basel                        | Frl. Klasi / S. Steiger               |                                       |                                 |
| 1936                         | Arosa                        | Pierette Dubois / Paul Dubois         |                                       |                                 |
| 1937                         | Davos                        | Pierette Dubois / Paul Dubois         | H. Schilling / H. Beyeler             |                                 |
| 1938                         | Bern                         | Pierette Dubois / Paul Dubois         |                                       |                                 |
| 1939                         | Arosa                        | Pierette Dubois / Paul Dubois         |                                       |                                 |
| 1940                         | Arosa                        | Pierette Dubois / Paul Dubois         |                                       |                                 |
| 1941                         | Glarus                       | Pierette Dubois / Paul Dubois         |                                       |                                 |
| 1942                         | Arosa                        | Pierette Dubois / Paul Dubois         |                                       |                                 |
| 1943                         | Lausanne                     | Pierette Dubois / Paul Dubois         |                                       |                                 |
| 1944                         | Davos                        | Pierette Dubois / Paul Dubois         |                                       |                                 |
| 1945                         | Zürich                       | Pierette Dubois / Paul Dubois         |                                       |                                 |
| 1946                         | Davos                        | Luny Unold / Hans Kuster              |                                       |                                 |
| 1947                         | Arosa                        | Luny Unold / Hans Kuster              |                                       |                                 |
| 1948                         | Davos                        | Luny Unold / Hans Kuster              |                                       |                                 |
| 1949                         | Lausanne                     | Eliane Steinemann / André Calame      |                                       |                                 |
| 1950                         | Basel                        | Eliane Steinemann / André Calame      |                                       |                                 |
| 1951                         | Klosters                     | Eliane Steinemann / André Calame      |                                       |                                 |
| 1952                         | Flims                        | Silvia Grandjean / Michel Grandjean   |                                       |                                 |
| 1953                         | Arosa                        | Silvia Grandjean / Michel Grandjean   |                                       |                                 |
| 1954                         | Villars                      | Silvia Grandjean / Michel Grandjean   |                                       |                                 |
| 1955                         | Flims                        | Susy Holstein / Willy Wahl            |                                       |                                 |
| 1956                         | Basel                        | Susy Holstein / Willy Wahl            |                                       |                                 |
| 1957                         | Arosa                        | Gerda Johner / Ruedi Johner           |                                       |                                 |
| 1958                         | Zürich                       | Gerda Johner / Ruedi Johner           |                                       |                                 |
| 1959                         | Lausanne                     | Gerda Johner / Ruedi Johner           |                                       |                                 |
| 1960                         | Winterthur                   | Gerda Johner / Ruedi Johner           |                                       |                                 |
| 1961                         | Arosa                        | Gerda Johner / Ruedi Johner           |                                       |                                 |
| 1962                         | Neuchâtel                    | Gerda Johner / Ruedi Johner           |                                       |                                 |
| 1963                         | Zürich                       | Gerda Johner / Ruedi Johner           |                                       |                                 |
| 1964                         | Winterthur                   | Gerda Johner / Ruedi Johner           |                                       |                                 |
| 1965                         | Genf                         | Gerda Johner / Ruedi Johner           |                                       |                                 |
| 1966                         | Luzern                       | Monique Mathis / Yves Aellig          |                                       |                                 |
| 1967                         | Basel                        | Mona Szabo / Peter Szabo              |                                       |                                 |
| 1968                         | Zürich                       | Mona Szabo / Peter Szabo              |                                       |                                 |
| 1969                         | Lausanne                     | Edith Sperl / Heinz Wirz              |                                       |                                 |
| 1970                         | Winterthur                   | Karin Künzle / Christian Künzle       |                                       |                                 |
| 1971                         | St. Gallen                   | Karin Künzle / Christian Künzle       |                                       |                                 |
| 1972                         | Bern                         | Karin Künzle / Christian Künzle       |                                       |                                 |
| 1973                         | Basel                        | Karin Künzle / Christian Künzle       |                                       |                                 |
| 1974                         | Genf                         | Karin Künzle / Christian Künzle       |                                       |                                 |
| 1975                         | Villars                      | Karin Künzle / Christian Künzle       |                                       |                                 |
| 1976                         | Bern                         | Karin Künzle / Christian Künzle       |                                       |                                 |
| 1977                         | La Chaux-de-Fonds            | Chantal Zürcher / Paul Huber          |                                       |                                 |
| 1978                         | Herisau                      | Gaby Glambos / Jürg Galambos          |                                       |                                 |
| 1979                         | Aarau                        | Christine Eicher / Paul Huber         |                                       |                                 |
| 1980                         | Bern                         | Danielle Rieder / Paul Huber          |                                       |                                 |
| 1981                         | Lausanne                     | Gaby Glambos / Jürg Galambos          |                                       |                                 |
| 1982                         | Zürich                       | Gaby Glambos / Jürg Galambos          |                                       |                                 |
| 1983                         | Arosa                        | Es wurden keine Gewinner gekürt       | Es wurden keine Gewinner gekürt       | Es wurden keine Gewinner gekürt |
| 1984                         | Genf                         | Gaby Glambos / Jürg Galambos          |                                       |                                 |
| 1985 – 1987                  | nicht durchgeführt           | nicht durchgeführt                    | nicht durchgeführt                    | nicht durchgeführt              |
| 1988                         | Luzern                       | Saskia Bourgeois / Guy Bourgeois      |                                       |                                 |
| 1989                         | Zürich-Oerlikon              | Saskia Bourgeois / Guy Bourgeois      |                                       |                                 |
| 1990                         | Lausanne                     | Saskia Bourgeois / Guy Bourgeois      |                                       |                                 |
| 1991                         | Olten                        | Saskia Bourgeois / Guy Bourgeois      |                                       |                                 |
| 1992                         | Monthey                      | Leslie Monod / Cédric Monod           |                                       |                                 |
| 1993                         | Bern                         | Leslie Monod / Cédric Monod           |                                       |                                 |
| 1994                         | Neuchâtel                    | Leslie Monod / Cédric Monod           |                                       |                                 |
| 1995 – 2007                  | nicht durchgeführt           | nicht durchgeführt                    | nicht durchgeführt                    | nicht durchgeführt              |
| 2008                         | Winterthur                   | Anaïs Morand / Antoine Dorsaz         | keine weiteren Teilnehmer             | keine weiteren Teilnehmer       |
| 2009                         | La Chaux-de-Fonds            | Anaïs Morand / Antoine Dorsaz         | keine weiteren Teilnehmer             | keine weiteren Teilnehmer       |
| 2010                         | Lugano                       | Anaïs Morand / Antoine Dorsaz         | keine weiteren Teilnehmer             | keine weiteren Teilnehmer       |
| 2011                         | Zug                          | Anaïs Morand / Timothy Leemann        | keine weiteren Teilnehmer             | keine weiteren Teilnehmer       |
| 2012                         | Basel                        | Anaïs Morand / Timothy Leemann        | keine weiteren Teilnehmer             | keine weiteren Teilnehmer       |
| 2013                         | nicht durchgeführt           | nicht durchgeführt                    | nicht durchgeführt                    | nicht durchgeführt              |
| 2014                         | La Chaux-de-Fonds            | Méline Habechian / Noah Scherer       | Alexandra Herbríková / Nicolas Roulet | keine weiteren Teilnehmer       |
| 2015                         | Lugano                       | Alexandra Herbríková / Nicolas Roulet | keine weiteren Teilnehmer             | keine weiteren Teilnehmer       |
| 2016                         | Lausanne                     | Alexandra Herbríková / Nicolas Roulet | Ioulia Chtchetinina / Noah Scherer    | keine weiteren Teilnehmer       |
| 2017                         | Luzern                       | Ioulia Chtchetinina / Noah Scherer    | Alexandra Herbríková / Nicolas Roulet | keine weiteren Teilnehmer       |
| 2018                         | Neuchâtel                    | Ioulia Chtchetinina / Mikhail Akulov  | keine weiteren Teilnehmer             | keine weiteren Teilnehmer       |
| 2019                         | Wetzikon                     | Alexandra Herbríková / Nicolas Roulet | keine weiteren Teilnehmer             | keine weiteren Teilnehmer       |
| 2020                         | Biel/Bienne                  | Alexandra Herbríková / Nicolas Roulet | keine weiteren Teilnehmer             | keine weiteren Teilnehmer       |
| 2024                         | Küsnacht                     | Pauline Irman / Benjamin Jalovick     | keine weiteren Teilnehmer             | keine weiteren Teilnehmer       |
| 2025                         | Genf                         | Oxana Vouillamoz / Tom Bouvart        | keine weiteren Teilnehmer             | keine weiteren Teilnehmer       |

### Eistanzen
| Medaillengewinner Eistanzen | Medaillengewinner Eistanzen | Medaillengewinner Eistanzen                | Medaillengewinner Eistanzen              | Medaillengewinner Eistanzen       |
| --------------------------- | --------------------------- | ------------------------------------------ | ---------------------------------------- | --------------------------------- |
| Jahr                        | Ort                         | Gold                                       | Silber                                   | Bronze                            |
| 1961                        | Arosa                       | Marlyse Fornachon / Charly Pichard         |                                          |                                   |
| 1962                        | Neuchâtel                   | Marlyse Fornachon / Charly Pichard         |                                          |                                   |
| 1963                        | Zürich                      | Marlyse Fornachon / Charly Pichard         |                                          |                                   |
| 1964                        | Winterthur                  | Rosmarie Lerf / Roland Wehinger            |                                          |                                   |
| 1965                        |                             |                                            |                                          |                                   |
| 1966                        | Luzern                      | Rosmarie Lerf / Roland Wehinger            |                                          |                                   |
| 1967                        | Basel                       | Rosmarie Lerf / Roland Wehinger            |                                          |                                   |
| 1968                        | Zürich                      | Margrith Roggwiller / Eugen Jost           |                                          |                                   |
| 1969                        | Lausanne                    | Christiane Dällenbach / Léo Barblan        |                                          |                                   |
| 1970                        | Winterthur                  | Tania Grossen / Alexander Grossen          |                                          |                                   |
| 1971                        | St. Gallen                  | Tania Grossen / Alexander Grossen          |                                          |                                   |
| 1972                        | Bern                        | Silvia Bodmer / Beat Steib                 |                                          |                                   |
| 1973                        | Basel                       | Gerda Bühler / Mathis Bächi                |                                          |                                   |
| 1974                        | Genf                        | Gerda Bühler / Mathis Bächi                |                                          |                                   |
| 1975                        | Villars                     | Gerda Bühler / Maxime Erlanger             |                                          |                                   |
| 1976                        | Bern                        | Gerda Bühler / Maxime Erlanger             |                                          |                                   |
| 1977                        | Nicht durchgeführt          | Nicht durchgeführt                         | Nicht durchgeführt                       | Nicht durchgeführt                |
| 1978                        | Herisau                     | Regula Lattmann / Hanspeter Müller         |                                          |                                   |
| 1979                        | Aarau                       | Regula Lattmann / Hanspeter Müller         |                                          |                                   |
| 1980                        | Bern                        | Regula Lattmann / Hanspeter Müller         |                                          |                                   |
| 1981                        | Lausanne                    | Regula Lattmann / Hanspeter Müller         |                                          |                                   |
| 1982                        | Zürich                      | Graziella Ferpozzi / Marco Ferpozzi        |                                          |                                   |
| 1983                        | Arosa                       | Graziella Ferpozzi / Marco Ferpozzi        |                                          |                                   |
| 1984                        | Genf                        | Graziella Ferpozzi / Marco Ferpozzi        |                                          |                                   |
| 1985                        | Lausanne                    | Gaby Schuppli / Markus Merz                |                                          |                                   |
| 1986                        | Porrentruy                  | Claudia Schmidlin / Daniel Schmidlin       |                                          |                                   |
| 1987                        | Bern                        | Désirée Schlegel / Patrik Brecht           |                                          |                                   |
| 1988                        | Luzern                      | Désirée Schlegel / Patrik Brecht           |                                          |                                   |
| 1989                        | Zürich-Oerlikon             | Diane Gerencser / Bernard Columberg        |                                          |                                   |
| 1990                        | Lausanne                    | Diane Gerencser / Bernard Columberg        |                                          |                                   |
| 1991                        | Olten                       | Diane Gerencser / Bernard Columberg        |                                          |                                   |
| 1992                        | Monthey                     | Valérie Le Tensorer / Jörg Kienzle         |                                          |                                   |
| 1993                        | Bern                        | Diane Gerencser / Alexander Stanislavov    |                                          |                                   |
| 1994                        | Neuchâtel                   | Diane Gerencser / Alexander Stanislavov    |                                          |                                   |
| 1995                        | Davos                       | Diane Gerencser / Alexander Stanislavov    |                                          |                                   |
| 1996                        | Lugano                      | Cornelia Diener / Alexej Pospelov          |                                          |                                   |
| 1997                        | Grindelwald                 | Titel wurde nicht vergeben                 | Titel wurde nicht vergeben               | Titel wurde nicht vergeben        |
| 1998                        | Schaffhausen                | Eliane Hugentobler / Daniel Hugentobler    | keine weiteren Teilnehmer                | keine weiteren Teilnehmer         |
| 1999                        | Lausanne                    | Eliane Hugentobler / Daniel Hugentobler    | keine weiteren Teilnehmer                | keine weiteren Teilnehmer         |
| 2000                        | Lugano                      | Eliane Hugentobler / Daniel Hugentobler    | keine weiteren Teilnehmer                | keine weiteren Teilnehmer         |
| 2001                        | Genf                        | Eliane Hugentobler / Daniel Hugentobler    | keine weiteren Teilnehmer                | keine weiteren Teilnehmer         |
| 2002                        | Zürich-Oerlikon             | Eliane Hugentobler / Daniel Hugentobler    | keine weiteren Teilnehmer                | keine weiteren Teilnehmer         |
| 2003 – 2004                 | nicht durchgeführt          | nicht durchgeführt                         | nicht durchgeführt                       | nicht durchgeführt                |
| 2005                        | Lausanne                    | Daniela Keller / Fabian Keller             | Christel Savioz / Jean-Philippe Mathieu  | Leonie Krail / Oscar Peter        |
| 2006                        | Biasca                      | Leonie Krail / Oscar Peter                 | Christel Savioz / Jean-Philippe Mathieu  | keine weiteren Teilnehmer         |
| 2007                        | Genf                        | Nora von Bergen / David DeFazio            | Christel Savioz / Jean-Philippe Mathieu  | Leonie Krail / Oscar Peter        |
| 2008                        | Winterthur                  | Leonie Krail / Oscar Peter                 | Christel Savioz / Jean-Philippe Mathieu  | keine weiteren Teilnehmer         |
| 2009                        | La Chaux-de-Fonds           | Leonie Krail / Oscar Peter                 | keine weiteren Teilnehmer                | keine weiteren Teilnehmer         |
| 2010                        | Lugano                      | Ramona Elsener / Florian Roost             | Leonie Krail / Oscar Peter               | keine weiteren Teilnehmer         |
| 2011                        | Zug                         | Ramona Elsener / Florian Roost             | keine weiteren Teilnehmer                | keine weiteren Teilnehmer         |
| 2012                        | Basel                       | Ramona Elsener / Florian Roost             | keine weiteren Teilnehmer                | keine weiteren Teilnehmer         |
| 2013                        | Genf                        | Ramona Elsener / Florian Roost             | keine weiteren Teilnehmer                | keine weiteren Teilnehmer         |
| 2014                        | La Chaux-de-Fonds           | Ramona Elsener / Florian Roost             | Katarina Paice / Andrea Morrone          | keine weiteren Teilnehmer         |
| 2015                        | Lugano                      | Sandrine-Tabea Hofstetter / Jérémie Flemin | Katarina Paice / Iurii Ieremenko         | keine weiteren Teilnehmer         |
| 2016                        | Lausanne                    | Katarina Paice / Iurii Ieremenko           | keine weiteren Teilnehmer                | keine weiteren Teilnehmer         |
| 2017                        | Luzern                      | Victoria Manni / Carlo Röthlisberger       | Bailey Melton / Darian Weiss             | keine weiteren Teilnehmer         |
| 2018                        | Neuchâtel                   | Victoria Manni / Carlo Röthlisberger       | keine weiteren Teilnehmer                | keine weiteren Teilnehmer         |
| 2019                        | Wetzikon                    | Victoria Manni / Carlo Röthlisberger       | Arianna Wróblewska / Stéphane Walker     | keine weiteren Teilnehmer         |
| 2020                        | Biel/Bienne                 | Victoria Manni / Carlo Röthlisberger       | Arianna Wróblewska / Stéphane Walker     | keine weiteren Teilnehmer         |
| 2024                        | Küsnacht                    | Arianna Sassi / Luca Morini                | Kayleigh Ella Maksymec / Félix Desmarais | Nicole Calderari / Cristian Murer |
| 2025                        | Genf                        | Gina Zehnder / Beda-Leon Sieber            | Arianna Sassi / Luca Morini              | keine weiteren Teilnehmer         |

### Synchronized Skating
| Medaillengewinner Synchronized Skating | Medaillengewinner Synchronized Skating | Medaillengewinner Synchronized Skating |
| -------------------------------------- | -------------------------------------- | -------------------------------------- |
| Jahr                                   | Ort                                    | Gold                                   |
| 1993                                   | Rapperswil                             | Starlight Team                         |
| 1994                                   | Zug                                    | Starlight Team                         |
| 1995                                   | Genève                                 | Cool Dreams                            |
| 1996                                   | Schaffhausen                           | Starlight Team                         |
| 1997                                   | Neuchâtel                              | Starlight Team                         |
| 1998                                   | Bern                                   | Starlight Team                         |
| 1999                                   | La Chaux-de-Fonds                      | Cool Dreams                            |
| 2000                                   | Rapperswil                             | Starlight Team                         |
| 2001                                   | Bern                                   | Cool Dreams                            |
| 2002                                   | Huttwil                                | Cool Dreams                            |
| 2003                                   | Wetzikon                               | Starlight Team                         |
| 2004                                   | Basel                                  | Cool Dreams                            |
| 2005                                   | Winterthur                             | Cool Dreams                            |
| 2006                                   | La Chaux-de-Fonds                      | Starlight Team                         |
| 2007                                   | Biasca                                 | Starlight Team                         |
| 2008                                   | Huttwil                                | Starlight Team                         |
| 2009                                   | Huttwil                                | Starlight Team                         |
| 2010                                   | Biasca                                 | Starlight Team                         |
| 2011                                   | Basel                                  | Team Dancers                           |
| 2012                                   | Neuchâtel / Biasca                     | Team Dancers                           |
| 2013                                   | Neuchâtel                              | Starlight Team                         |
| 2014                                   | Widnau                                 | Cool Dreams                            |
| 2015                                   | Widnau                                 | Cool Dreams                            |
| 2016                                   | Neuchâtel                              | Cool Dreams                            |
| 2017                                   | Widnau                                 | Cool Dreams                            |
| 2018                                   | Neuchâtel / Widnau                     | -                                      |
| 2019                                   | Widnau                                 | Starlight Team                         |
| 2020                                   | Widnau                                 | Starlight Team                         |